# Philip Rogers (żeglarz)
Philip Tingley Rogers (ur. 14 lutego 1908 w Vancouver, zm. 9 czerwca 1961 tamże) – kanadyjski żeglarz sportowy, medalista olimpijski.
Podczas letnich igrzysk olimpijskich w Los Angeles (1932) zdobył, wspólnie z Geraldem Wilsonem, Gardnerem Boultbee i Kennethem Glassem, brązowy medal w żeglarskiej klasie 6 metrów.
Philip Rogers był sternikiem jachtu Caprice podczas zawodów olimpijskich w 1932. Rodzina Rogersa była związana z administracją Royal Vancouver Yacht Club, gdzie jego ojciec Benjamin służył jako Commodore w latach 1912–1918. Philip zaczął żeglować w młodym wieku, często ścigając się u boku swoich braci Ernesta i Forresta. Absolwent uniwersytetu McGilla, zawodowo związany z przemysłem cukrowniczym – pełnił funkcję prezesa rodzinnej firmy British Columbia Sugar Refining Company i jej spółki zależnej Canadian Sugar Factories, aż do śmierci w czerwcu 1961 roku.